# Ampung Julu
Ampung Julu is een bestuurslaag in het regentschap Mandailing Natal van de provincie Noord-Sumatra, Indonesië. Ampung Julu telt 985 inwoners (volkstelling 2010).